# Grupet (música)
Un grupet -o gruppetto- és, en música, un ornament en forma de doble gir al voltant de la nota principal. Consisteix -per norma general- en la nota a la qual s'aplica aquest ornament, i que es considera com a nota principal, la nota immediatament superior -situada a distància de segona, altra vegada la principal, la immediatament inferior, i de nou la principal. Es marca amb un símbol en forma de 'S' girada 90°, que es col·loca sobre el pentagrama, o bé amb les notes concretes que l'integren; en aquest cas s'escriuen en una mida més petita que la nota principal, amb una lligadura i sense un valor real.
El grupet es comença amb la nota superior a la principal quan el bucle primer de la S mira cap amunt i amb la nota inferior si el primer bucle s'obre cap a baix. Cal tenir en compte, però, que hi ha alguns teòrics que indiquen precisament el contrari: el signe amb el primer bucle cap amunt és el que correspon al grupet que comença a la nota inferior, i el que té el bucle cap avall, el que s'inicia amb la superior.
Quan el signe es troba al damunt d'una nota, el grupet es compon de tres notes el valor de les quals es pren del començament de la nota escrita. En aquest cas és un ornament proper al mordent i a l'appoggiatura.
Quan el signe es troba entre dues notes, en canvi, el seu valor es pren del final de la nota precedent al grupet.
Si aquestes dues notes són diferents, el grupet es compon de quatre sons, però si tenen la mateixa altura, només té tres sons.
Si la primera d'aquestes dues notes és un valor amb punt, es considera que el grupet s'ha d'interpretar entre el segon i el tercer terç del valor amb punt; per tant, es correspon amb el grupet col·locat entre dues notes d'igual altura, i s'hi articulen tres sons.
Els següents grupets:

Es podrien interpretar així:

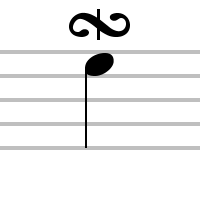
Grupet invertit

De totes maneres, la velocitat exacta de les notes que integren el grupet pot variar; i també pot variar el seu ritme. Com s'ha dit, la manera concreta com cal interpretar un grupet que el compositor només ha marcat amb un símbol és quelcom que depèn, sobretot, del context, de convencionalismes i de gustos, tants personals com de l'època.
Però no les notes concretes que integren el grupet; aquestes són, en principi, les que corresponen a l'escala musical de la tonalitat en què es troba el passatge o la composició, de manera que poden estar a distància de to o de semitò de la nota principal. La consuetud és que només la inferior pugui ser alterada amb relació a l'establert per la tonalitat, i que si s'altera sigui en sentit ascendent per situar-la a distància de semitò de la principal. Això s'indica amb una diesi o un becaire damunt o sota el signe de grupet. De totes maneres, també es pot alterar la superior (en aquest cas amb un becaire o un bemoll, segons correspongui, sobre el signe. En ambdós casos l'alteració és sempre per crear un cromatisme i mai una segona augmentada.
Existeix, també, el grupet invertit, consistent a fer el gir en el sentit invers: la nota principal, la inferior, la principal, la superior i la principal altra vegada. La forma més habitual d'anotar-lo és amb el mateix signe que el grupet normal, però travessat per una ratlla vertical. Altres vegades és el mateix signe però també girat.